# Asrang
Asrang (en népalais : अस्रङ) est un comité de développement villageois du Népal situé dans le district de Gorkha. Au recensement de 2011, il comptait 3 406 habitants.